# Submission
Submission és una pel·lícula dramàtica estatunidenca de 2017 escrita i dirigida per Richard Levine, basada en la novel·la de 2000 Blue Angel de Francine Prose. La pel·lícula és protagonitzada per Stanley Tucci com un professor universitari que s'obsessiona amb una estudiant (Addison Timlin). La pel·lícula es va projectar al Festival de Cinema de Los Angeles el 19 de juny de 2017. S'ha doblat i subtitulat al català.